# Tōru Takahashi
Tōru Takahashi (en japonais高橋 徹), né en janvier 1941 à  Utsunomiya, et mort le 20 décembre 2022, est un pionnier japonais d'Internet. Il a une formation d'historien de l'art et ne s'intéresse à Internet que tardivement dans sa carrière.

## Biographie
Takahashi est né en 1941 à Utsunomiya, dans la préfecture de Tochigi. Après avoir obtenu un diplôme d'histoire de l'art à l'université du Tōhoku en 1964, il travaille comme éditeur et écrivain. À partir de 1982, il travaille chez vidéotex au Laboratoire d'innovation pour la qualité de vie dans le marketing. À partir de 1986, il travaille chez Digital Computer Limited sur un projet de construction d'un réseau local à haut débit utilisant des stations de travail et des routeurs Unix,,.   
En 1988, Takahashi découvre le potentiel d'Internet lors d'une visite à la Fondation nationale pour la science auprès de Stephen Wolff. En 1993, l'Association japonaise pour l'Internet (Nihon Internet Kyōkai ,日本インターネット協会) est fondée ; Takahashi en devient le secrétaire général et le président en 1997. En 1994, il fonde la société anonyme Tokyo Internet Corporation KK et en devient le président. En avril 1995, Tokyo Internet Corporation débute ses activités de fournisseur d'accès à Internet (FAI),,.  
En 1998, Takahashi est élu président du conseil exécutif de l'APNIC, où il contribue à la recherche du prochain directeur général. De 2002 à 2005, il est membre du comité du prix Jon-Postel de l'Internet Society. De 2000 à 2002, il est professeur à l'Université des beaux-arts Tama au département design de l'information. Il siège dans plusieurs comités gouvernementaux, principalement au sein des ministères du MIC et du METI. Il est dstingué par le MIC pour sa contribution au développement d'Internet au Japon et dans la région Asie-Pacifique. 
En 2012, Toru Takahashi est intronisé au Temple de la renommée d'Internet de l'Internet Society,,.